# Cleranthribus
Cleranthribus är ett släkte av skalbaggar. Cleranthribus ingår i familjen plattnosbaggar.
Kladogram enligt Catalogue of Life:
| Cleranthribus | \| \| Cleranthribus anthicopsis \| \| \| \| \| \| Cleranthribus calydiopsis \| \| \| \| |
|               | \| \| Cleranthribus anthicopsis \| \| \| \| \| \| Cleranthribus calydiopsis \| \| \| \| |
|               | Cleranthribus anthicopsis                                                               |
|               |                                                                                         |
|               | Cleranthribus calydiopsis                                                               |
|               |                                                                                         |